# Konsen-ji
Konsen-ji (金泉寺?) es un templo budista de la secta Shingon en la localidad de Itano, prefectura de Tokushima, Japón. Se trata del 3º entre los lugares de peregrinación del Camino de Shikoku. La fundación del templo se atribuye al monje Gyōki. Fue reconstruido en el período Edo tras un incendio causado por el clan Chōsokabe.

## Etimología
El nombre del templo, Konsen-ji, cuenta con un origen legendario. Una historia narra que Kūkai visitó el lugar y golpeó el suelo con su bastón, provocando que emergiera una corriente de agua dorada, por lo que el templo pasó a ser conocido como Templo del Pozo Dorado. Anteriormente, durante su fundación en el siglo VIII fue denominado Templo Konkomyoji.

## Historia
El monje Gyōki construyó la torre del templo por solicitud imperial del Emperador Shomu (reinado 724–49). En ese momento, el Buda principal era una estatua de unos 91 centímetros de altura, y se decía que se fundó junto con la consagración de tres estatuas de Amida Nyorai y Yakushi Nyorai flanqueando sus costados. Cuando Kūkai viajaba en Shikoku durante la era Kōnin (810–24) visitó el templo.
En el siglo XIII, el Emperador Kameyama (que reinó entre 1259 y 1274) se convirtió en monje de clausura, y como seguidor de Kūkai, peregrinó por la isla y se mantuvo un tiempo en el Konsen-ji. Durante este período se erigió en el templo un edificio inspirado en el Sanjūsangen-dō del Rengeō-in, Kioto. A su vez, se consagraron 1000 estatuas de Senju Kannon y la montaña trasera al recinto pasó a denominarse "Kameyama". Desde entonces, el templo tuvo una conexión profunda con la familia imperial, y la tumba del Emperador Chōkei (1343–1394) se ubica detrás del hondō.
En la historia Heike Monogatari se narra que Minamoto no Yoshitsune se detuvo en el Konsen-ji en el camino a Yashima y oró por la victoria contra los Heike. En el lado izquierdo del salón principal, la imagen de Bodhisattva Kannon marca el lugar de oración para Yoshitsune.